# Моржовий острів (острови Прибилова)
Моржовий острів (рос. Моржовый остров) — невеликий острівець, розташований 15 км на схід від острова Сент-Поль, Аляска в Беринговому морі. Входить до групи островів Прибилова. Його довжина становить 650 м, а його площа - 0,2036 км2. Постійного населення немає.
Назва острова є перекладом з російської «Остров Моржовой», опублікованим кап. Поручик Імператорського російського флоту Васильєв (ІРН) 1829 р. (карта 3).
Цей острівець не слід плутати ні з Островами Моржів у Державному мисливському заповіднику Островів Моржів, розташованим неподалік від острова Хагемайстер (у районі перепису Діллінгема ), ні з островом Моржів, розташованим на південно-східному березі Бристольської затоки (у східному районі Алеутських островів).